# 失認
失認（しつにん、英語: Agnosia）とは、ある一つの感覚を介して対象物を認知することができない障害のことである。視覚、聴覚、触覚などの他、病態失認や半側空間無視なども失認に含まれる。高次脳機能障害のひとつである。

## 失認の定義
神経心理学では、失認とは、要素的感覚の障害、知能の低下、注意障害、失語による呼称障害、刺激に対する知識のなさ（なじみのなさ）いずれにも帰することのできない、特定の感覚種に限った対象認知の障害と定義されている。
失認という病態が本当に存在するかという点に関しては疑問が投げかけられている。

## 視覚失認
視覚失認とは、要素的感覚障害がないのにもかかわらず、視覚的に提示された刺激を理解できない状態である。
古典的な神経学のモデルでは視覚的に提示されたものの名前を言う時に、(1)視覚分析(物を正確に診る段階)、(2)認知(ひとまとまりの表像として把握する段階と関係深い知識を呼び起こし最終的に意味概念と結びつく段階)、(3)呼称(結びつけられた概念を言葉にして音声として発する段階)の3つのプロセスがあり、このうちの認知のプロセスの障害が視覚失認であると考えられていた。
視覚失認は、対象を形から認知することだけが障害される(動きなどの形以外の視覚情報からは対象を認知できる）、対象が視野のどこに提示されても対象の認知が障害される、という特徴がある。

### 分類
視覚失認は、いくつかの型に分類されてきた。視覚による対象の認知が、視覚情報処理のどの段階で障害されているかによる分類と、認知できない対象のカテゴリーによる分類がある。

#### 視覚情報処理の段階による分類
Lissuer(1890)は、視覚情報処理の段階により、視覚性失認を統覚型、連合型に二分した。前者は、視覚情報をひとまとまりの表像として把握する段階の障害で、後者は、まとめ上げた結果を意味概念と結びつける段階の障害である。
対象の模写や、同じものの選択の可否で両者を区別していたが、連合型の中には、模写は正確にできるが、長時間かけて各部分をバラバラに移し取り、対象の全体の把握を正常に行なっているとは言えない場合が多いことが明らかになった。このグループは、連合型と区別し、「統合型」と名付けられた。
統覚型視覚失認(視覚性形態失認)
要素的な一次視覚が保たれているにもかかわらず、その対象をひとつのまとまりとして把握できない。形態の認知が障害されており、物品の模写や、類似した視覚刺激の異同が判定ができない。物についての知識は保たれており、対象の名前を言われれば正しい定義を述べることができる。
原因疾患のほとんどが一酸化炭素中毒か低酸素脳症である。責任病巣は明らかではない。
連合型視覚失認
要素的な一次視覚が保たれており、ひとつのまとまりとして把握はできるが、過去において蓄えられた経験と結びつかないので提示した物品が何であるのかわからない場合を連合型視覚失認という。物品の模写も類似した視覚刺激の異同も判定できるが、物品の名前やその使用方法を示すことができない。側頭後頭接合部の下部の両側性障害、後大脳動脈の脳血管障害で起こることが多い。責任病巣は、左半球の内側、腹側部、特に紡錘状回、海馬傍回後部が重視される。
統合型視覚失認
要素的感覚をもとにまとめ上げた部分的な形を全体の形と関係づける段階が障害されたことで、物品が何であるのかわからない状態である。

#### 認知できない対象のカテゴリーによる分類
物品(視覚性物体失認)、文字(失認性失読)、顔(相貌失認)、風景(街並失認)などがある。同時に複数生じることもあるが、それぞれ、単独で現れることもある。
視覚性物体失認
視覚性失認が、物品に選択的に起こった状態である。
失認性失読
文字に対する失認であり、純粋失読ともいう。見た文字が読めない、文字の形から認識する能力の障害である。自分が書いた文字ですら視覚を介すると理解できない。しかし、文字をなぞったり、手に書かれると触覚刺激となるため理解ができる。運動視に基づいた認識も保たれており、他人が空間に書いた文字などは読むことができる。物品の失認よりも外側であるが、紡錘状回、下側頭回後部などが責任病巣と考えられている。
相貌失認
よく知っている人の顔を見てもそれが誰かわからない。しかし声を聞いたりすれば認識もでき、服装、歩き方などの認識も行うことができる。右半球の紡錘状回の側頭後頭葉移行部に責任病巣が考えられている。
街並失認
よく知っている建物や風景を見てもどこかわからない。そのため道に迷ってしまう。風景がどこかはわからないが個々の成分、家、道、木などは同定することができる。右半球の相貌失認より内側、海馬傍回後部が重視される。
色彩失認
色彩知覚は保たれているのに色の認知に障害がある状態をいうが、色は視覚以外のモダリティで認知できないので、臨床的には、色名の知識はあるのに色を見てその色名を答えることができず、色名を聞いて該当する色を示すことができない状態となる。そのため厳密な意味では色彩失認は存在せず、視覚―言語の離断による色彩失名辞にあたるとされている。純粋失読と合併して起こることが多い。

### 視覚失認で行う検査
視力と視野
知能
全般性注意と空間性注意
言語機能
出来事の記憶
感覚チャネルの特異性
失認があることの確認には、実際の物品を見せて同定できないことを確認し、写真や線画などについても同定を行い、成績を比較する。
視覚性失認の鑑別としては以下のようなものが知られている。
| 病態       | 視力検査 | 対象の呼称 | 対象の使用をまねる | 対象の分類 | 他の感覚を通して呼称 |
| ---------- | -------- | ---------- | ------------------ | ---------- | -------------------- |
| 視力障害   | ×        | ×          | ×                  | ×          | ○                    |
| 視覚失認   | ○        | ×          | ×                  | ×          | ○                    |
| 視覚性失語 | ○        | ×          | ○                  | ○          | ○                    |
| 失語       | ○        | ×          | ×                  | ×          | ×                    |

視覚性失語とは視覚的に与えられた対象を呼称できないが、その対象を認識していることを使用法を示したりすることで示すことができる状態である。物体失認と責任病巣が変わらず、左の後頭葉や側頭葉後部が重要視されている。連合型失認と同じ病態という説もある。

## 多様式失認
統覚型視覚失認や連合型視覚失認が生じる病巣から外側に少し伸展すると視覚による認識障害のほか、両手の触覚による認識も障害される。この状態を多様式失認という。聴覚刺激を介せれば認識することができる。

## 聴覚失認
聴力障害が認められないにもかかわらず、言語音あるいは非言語音を認識できない状態を聴覚失認という。厳密には非言語音のみを認識できない場合を聴覚失認（環境音の認知障害ならば環境音失認、音楽の認知障害ならば受容性失音楽という）、言語音のみを認識できない場合を純粋語聾、全てを認識できない場合は全般性聴覚失認と区別することもある。聞こえてはいるのだが、それが何か分からないと訴えることが多い。皮質聾という病態では聴力検査に異常が認められるので失認ではない。

### 聴覚失認で行う検査
聴力検査や聴覚脳幹誘発電位を行う。これらの検査では正常を示す。また失語症の検査を合わせて行う場合が多い。失語症と聴覚失認の合併を疑える場面は認められるが、聴覚失認の診断には聴覚以外の刺激では理解ができることが必須であるため、内言語障害がある場合は診断ができない。

### 皮質聾
皮質聾は皮質性聴覚障害、皮質性難聴ということもある。聴放線、一次聴覚皮質（ヘッシェル回）の両側性障害によって起こるとされている。聴力検査で軽度から中等度の異常を示す場合が多い。あらゆる音刺激に対して聞こえにくさを訴え、聾者のようにふるまうこともある。通常は二相性の経過で発症する。一回目の発作では聴力に関しては無症状であるが、二回目の対側障害で一過性の聾状態となる。経過とともに改善し、聴覚失認の状態となる場合もある。

### 純粋語聾
読み、書き、話すことはできるが話し言葉の理解のみが障害された状態である。純粋語聾は両側側頭葉または優位側頭葉の病変によって起こることが多い。両側側頭葉障害では音刺激の時間的知覚の障害（連続する二音の識別覚の低下）で、優位側頭葉病変では言語に関連する音素の弁別障害で純粋語聾の状態となると考えられている。聴覚刺激からウェルニッケ野が孤立する病態が考えられており、ウェルニッケ失語の改善過程でも認められることがある。しかしその場合も診断をすることは難しい。

### 環境音失認
動物の鳴き声が認識できないなど、言語や音楽を除く有意味音の同定や認識が障害された状態を示す。

### 受容性失音楽
音楽が認識できない状態のこと。